# Libby Larsen
Libby Larsen (24 December 1950 i Wilmington, Delaware, USA) er en amerikansk komponist.
Larsen voksede op og studerede på universitetet i Minnesota. Hun har skrevet 5 symfonier, operaer, orkesterværker etc. 

## Udvalgte værker
- Symfoni nr. 1 "Vandmusik" (1985) - for orkester
- Symfoni nr. 2 "Kommer frem til dagen" (1986) - for sopran, baryton, kor og orkester
- Symfoni nr. 3 "Lyrisk" (1991) - for orkester
- Symfoni nr. 4 (1998) - for strygeorkester
- Symfoni nr. 5  "Solosymfoni" (1999) - for orkester
- Marimbakoncert "After Hampton" (1992) - for marimba og orkester
- "Ringe af ild" (1995) - for orkester
- "Sang-danse til lyset" (1995) - for orkester
- "Frankenstein - Den Moderne Prometheus" (1990) – opera